# Сент-Пол (Миннесота)
Сент-Пол (англ. Saint Paul) — город на севере США, столица штата Миннесота, административный центр округа Рамси. Население — 300 851 человек (2015, второй по величине город Миннесоты). Образует агломерацию с Миннеаполисом общей численностью населения более 3,5 млн человек.

## История
До прибытия белых поселенцев территория была населена индейцами Хоупвелловской культуры, могильные курганы которых до сих пор можно найти в окрестностях города.
Первыми из европейцев здесь побывали французские и испанские торговцы пушниной в конце XVII века. Существуют гипотезы (и даже материальные свидетельства) о посещении Миннесоты викингами, но они не являются общепринятыми.
После Луизианской покупки 1803 года началось проникновение американцев в этот район. В 1805 году американский офицер Зебулон Пайк договорился с местными племенами о приобретении примерно 400 км² земли в целях создания форта. Договорная территория была расположена на обоих берегах реки Миссисипи, начиная от водопада Св. Антония до её слияния с рекой Сент-Круа. В 1819 году при слиянии рек Миннесота и Миссисипи был построен форт Снеллинг (англ. Snelling). Наличие форта, обеспечивающего безопасность от набегов индейцев, привлекало в район новых поселенцев, значительная часть которых были франкоканадцами, бежавшими из Британской Канады от притеснений английской администрации.
В 1841 году квебекский священник Люсьен Галтьер соорудил на месте нынешнего города часовню, названную в честь апостола Павла. Территория Миннесота была создана в 1849, и бывший форт Снеллинг, переименованный благодаря часовне в Сент-Пол, стал её столицей. В 1857 году территориальный законодательный орган проголосовал за перенесение столицы в Сент-Питер. Тем не менее, Джо Ролетт, депутат собрания, украл подписанный депутатами текст утверждённого законопроекта и ушёл в бега до конца сессии, тем самым предотвратив перенос столицы. 11 мая 1858 года Миннесота была принята в состав США как 32-й штат, с Сент-Полом в качестве столицы.
Благодаря природным условиям (а точнее, обрывистым берегам Миссисипи выше по течению) город служил местом разгрузки для пароходов, везущих новых поселенцев как в Миннесоту, так и на территорию Дакота. В 1860-х Сент-Пол называли «Последний город Востока», подразумевая под этим, что дальше начинается Дикий Запад.
20 августа 1904 года сильные грозы и торнадо повредили сотни зданий в городе, нанеся ущерб примерно на 1,8 млн долларов (более 46 млн в ценах 2010 года).

## География и климат
Город расположен на левом берегу реки Миссисипи у впадения в неё реки Миннесота, напротив города Миннеаполиса, на высоте 214 метров над уровнем моря.
Сент-Пол лежит в зоне континентального климата, вдали от смягчающих температурные перепады крупных водоёмов. Зима в городе холодная и сухая, лето — жаркое и дождливое. За счёт вторжения зимой холодных арктических воздушных масс могут происходить резкие понижения температуры. Агломерация Миннеаполис/Сент-Пол обладает самой низкой среднегодовой температурой (7.5 °С) среди всех агломераций США с численностью населения больше 500 тыс. человек.
| Показатель                    | Янв. | Фев. | Март | Апр. | Май  | Июнь | Июль | Авг. | Сен. | Окт. | Нояб. | Дек. | Год  |
| ----------------------------- | ---- | ---- | ---- | ---- | ---- | ---- | ---- | ---- | ---- | ---- | ----- | ---- | ---- |
| Абсолютный максимум, °C       | 14,0 | 15,0 | 28,0 | 34,0 | 34,0 | 39,0 | 41,0 | 39,0 | 35,0 | 31,0 | 24,0  | 19,0 | 41,0 |
| Средний суточный максимум, °C | −5   | −2   | 5,0  | 14,0 | 21,0 | 26,0 | 28,0 | 27,0 | 22,0 | 14,0 | 5,0   | −3   | 12,6 |
| Средняя температура, °C       | −7,5 | −6,5 | 0,5  | 8,0  | 15,0 | 20,0 | 22,5 | 21,5 | 16,5 | 9,0  | 1,0   | −7   | 7,5  |
| Средний суточный минимум, °C  | −14  | −11  | −4   | 2,0  | 9,0  | 14,0 | 17,0 | 16,0 | 11,0 | 4,0  | −3    | −11  | 2,5  |
| Абсолютный минимум, °C        | −34  | −36  | −32  | −16  | −6   | 2,0  | 7,0  | 6,0  | −3   | −9   | −26   | −34  | −36  |
| Норма осадков, мм             | 26   | 20   | 49   | 64   | 95   | 127  | 112  | 111  | 81   | 64   | 53    | 26   | 828  |
| Источник: The Weather Channel |      |      |      |      |      |      |      |      |      |      |       |      |      |

## Население
По данным переписи 2010 года в городе проживало 285 068 человек, имелось 111 001 домохозяйство и 59 689 семей.
Расовый состав населения:
- белые — 60,1 % (в 1970 — 93,6 %)
- афроамериканцы — 15,7 %
- азиаты — 15,0 %
- латиноамериканцы (всех рас) — 9,6 %
- индейцы — 1,1 %

Каждый четвёртый горожанин — немецкого происхождения, каждый десятый — ирландского, норвежского или шведского. В городе имеется большая и продолжающая увеличиваться мексиканская диаспора (6,6 %) и крупнейшая в США община хмонгов (около 10 % горожан). В последние годы быстрыми темпами растёт число сомалийцев.
Средний возраст горожан — 30,9 года. Уровень преступности высокий, в 1,7 раза выше среднеамериканского и в 3 раза выше среднего по Миннесоте.

## Экономика
В экономическом плане Сент-Пол является составной частью агломерации Миннеаполис/Сент-Пол. Основную роль в городской экономике играет частный сектор, развиты машиностроение, химическая и деревообрабатывающая промышленность, переработка продукции сельского хозяйства. Тем не менее, город не избежал общеамериканской тенденции к деиндустриализации. Так, в конце 2011 года был закрыт действовавший с 1924 крупный автомобильный завод компании Форд. Также развиты банковское и страховое дело, сфера услуг. В городе размещены штаб-квартиры таких компаний как Ecolab (химическая продукция), Securian Financial Group (финансовые услуги), Gander Mountain (сеть магазинов спорттоваров), 3M (высокотехнологичные потребительские товары) и St. Jude Medical (медицинское оборудование).
Благодаря статусу столицы штата важную роль в экономике Сент-Пола играют также сектор государственного управления, здравоохранение и образование.

## Транспорт
В 16 километрах к юго-западу от центра города расположен Международный аэропорт Миннеаполис/Сент-Пол (IATA: MSP, ICAO: KMSP) с годовым пассажирооборотом 36,6 млн человек (2015). Из аэропорта выполняются регулярные рейсы в десятки городов Северной и Южной Америк, Европы и Азии. Наиболее загруженные международные направления — Амстердам, Торонто, Париж, Канкун, Токио. Внутренние — Чикаго, Денвер, Атланта, Финикс, Лос-Анджелес, Сиэтл.
На железнодорожной станции города ежедневно останавливается поезд Чикаго — Сиэтл.
Основные автомобильные дороги, проходящие через город и его окрестности: межштатные шоссе I-35 и I-94, скоростная дорога US 52.
Общественный транспорт в агломерации Сент-Пола и Миннеаполиса находится под управлением организации Metro Transit. Он состоит из системы METRO (две ветки лёгкого метро и пять линий скоростного автобуса) и ещё около двухсот обычных автобусных линий.

## Достопримечательности
Из достопримечательностей стоит отметить величественный собор Святого Павла, сооружённый по подобию римского собора Святого Петра, а также музеи искусства и сельскохозяйственной техники, капитолий штата Миннесота. Ежегодно в январе проводятся десятидневные карнавалы. В городе немало старинных зданий и монументов.
К северу от Сент-Пола — крупный военный арсенал агломерации Twin Cities.
|  |  |

## Города-побратимы
- Япония: Нагасаки (1955)
- Израиль: Хадера (1981)
- Мексика: Кулиакан (1983)
- Сальвадор: Сиюдад-Ромеро (1983)
- Китай: Чанша (1987)
- ЮАР: Лавайкамп (1988)
- Италия: Модена (1989)
- Россия: Новосибирск (1989)
- Израиль: Тверия (1996)
- Германия: Нойс (1999)
- Мексика: Мансанильо (2002)
- Украина: Энергодар (2023)[источник не указан 379 дней]